# Words of War
Pour plus de détails, voir Fiche technique et Distribution.
Words of War est un film biographique britannico-américain réalisé par James Strong (en) et sorti en 2025. Il retrace le parcours de la journaliste russe Anna Politkovskaïa, de sa couverture de la seconde guerre de Tchétchénie à son assassinat le 7 octobre 2006 à Moscou. 
Politkovskaïa est jouée par Maxine Peake, Dmitri Mouratov par Ciarán Hinds et Jason Isaacs interprète Alexandre Politkovski, l'époux de la journaliste. Sean Penn est membre de l'équipe de production.

## Synopsis
Anna Politkovskaïa est une journaliste et militante des droits humains qui multiplie les reportages en terrain dangereux, notamment en Tchétchénie durant la guerre. Elle alerte également sur la corruption et les violations des droits de l'homme dans la Russie de Vladimir Poutine. Après de multiples intimidations, elle est assassinée par un tueur à gages le 7 octobre 2006, dans son immeuble de Moscou.

## Fiche technique
- Titre original : Words of War
- Réalisation : James Strong (en)
- Scénario : Eric Poppen[1]
- Direction artistique : Martins Eiduks
- Costumes : Nigel Egerton
- Directeur de la photographie : Mike Eley
- Montage : David Charap
- Musique : Snorri Hallgrímsson
- Production : Miriam Segal, Mark Maxey[2], Kia Jam, Paul Brennan[3]
- Production déléguée : Sean Penn, Eric Swalwell[4], Rick Crumly, Stefanie Scott[2], Matthew Shredder, Grant Mohrman, Alexandra Bell[3]
- Coproduction : Forma Pro Films
- Sociétés de production : Rolling Pictures, Good Film Collective[2], K Jam Media
- Sociétés de distribution :
  - Decal (États-Unis)
  - Signature Entertainment (Royaume-Uni)
- Pays de production :  États-Unis,  Royaume-Uni
- Langue originale : anglais
- Genre : biopic
- Durée : 117 minutes
- Dates de sortie :
  - États-Unis : 2 mai 2025
  - Royaume-Uni et Irlande : 27 juin 2025

## Distribution
- Maxine Peake : Anna Politkovskaïa
- Ciarán Hinds : Dmitri Mouratov
- Jason Isaacs : Alexandre Politkovski
- Naomi Battrick : Vera Politkovskaïa
- Harry Lawtey : Ilia Politkovski
- Ellie Bamber : Elena Milachina
- Fady Elsayed : Anzor
- Agni Scott : Natalia Estemirova[3]
- Nathalie Armin : Maaret
- Alec Newman : Major Popov
- Ben Miles : Iouri Chtchekotchikhine[5]

## Production

### Réalisation
Le projet d'un film consacré à Anna Politkovskaïa est annoncé le 16 mai 2022 lors du Festival de Cannes, sous le nom de Mother Russia, avec James Strong (en) à la réalisation. Le scénario est écrit par Eric Poppen. Le tournage est annoncé pour l'été 2022 et doit avoir lieu au Royaume-Uni et en Lettonie.
Fin 2022, la société Film Bridge International remplace Luminosity pour la promotion des films auprès des distributeurs en raison d'une « modification de la structure financière du film ». En décembre 2022, Deadline révèle que la production du film est en cours, entièrement en Lettonie. Le magazine indique également que les sociétés de production sont Good Films Collective et Rolling Pictures, qui sont secondées par Forma Pro Films, le coproducteur. Il prévoit la fin du tournage pour février 2023, avec un nouveau titre : Anna. 
Selon la productrice Miriam Segal, « Réaliser ce film important ne pourrait pas arriver à un moment plus approprié de l'histoire, étant donné les événements mondiaux ». Elle dit vouloir « rendre hommage [...] à une vraie héroïne du XXIe siècle ». En mars 2023, la famille d'Anna Politkovskaïa critique le scénario du film, le jugeant éloigné de la réalité et « grossièrement imprécis » avec des « inexactitudes importantes ». Dans leur communiqué, le veuf d'Anna Politkovskaïa et ses deux enfants ajoutent qu'ils n'ont pas participé à la production ni donné aux producteurs l'autorisation d'utiliser leurs noms dans le film.
En 2024, Sean Penn rejoint l'équipe en tant que producteur délégué.

### Casting
Dès l'annonce du projet du film, certains des acteurs principaux sont connus : Maxine Peake, Ciarán Hinds et Jason Isaacs. Deadline révèle le reste des acteurs, parmi lesquels Harry Lawtey et Ellie Bamber. Emma D'Arcy doit initialement incarner Vera Politkovskaïa, la fille de la journaliste, mais Naomi Battrick reprend le rôle en novembre 2022 en raison d'un conflit d'emploi du temps. Les derniers acteurs, Ian Hart, Agni Scott, Alec Newman et Ben Miles sont connus en mai 2024, sans que leur rôle ne soit alors précisé.

### Distribution dans les salles
Lors du Festival de Cannes 2024, le film est présenté aux distributeurs sous le titre définitif de Words of War par la société Concourse Media, qui détient les droits mondiaux. Au moment du Festival international du film de Toronto 2024, les équipes de production annoncent que les droits de distribution aux États-Unis ont été achetés par la société Decal et qu'une sortie est prévue en salle courant 2025.
Le 2 mai 2025, le film sort finalement dans les salle américaines, puis le 27 juin 2025 au Royaume-Uni et en Irlande. En juin 2025, Deadline rapporte qu'un accord a été conclu avec plusieurs distributeurs pour projeter le film en France, Corée du Sud, Scandinavie et dans plusieurs pays d'Europe de l'Est.

## Accueil
Le film reçoit un accueil plutôt favorable. Sur le site Rotten Tomatoes, 75 % des 24 critiques sont positives. Metacritic donne au film une note de 63/100 en se fondant sur 7 critiques, un accueil « généralement favorable ».